# Groot-Brittannië op de Olympische Zomerspelen 1996
Groot-Brittannië nam deel aan de Olympische Zomerspelen 1996 in Atlanta, Verenigde Staten.

## Medailleoverzicht
| Sport       | Olympiër                                                                        | Discipline             | Medaille |
| ----------- | ------------------------------------------------------------------------------- | ---------------------- | -------- |
| Roeien      | Matthew Pinsent Steve Redgrave                                                  | twee-zonder (m)        | Goud     |
| Atletiek    | Roger Black                                                                     | 400m (m)               | Zilver   |
| Atletiek    | Jamie Baulch Roger Black Mark Richardson Iwan Thomas Mark Hylton Du'aine Ladejo | 4x400m (m)             | Zilver   |
| Atletiek    | Jonathan Edwards                                                                | hink-stap-springen (m) | Zilver   |
| Atletiek    | Steve Backley                                                                   | speerwerpen (m)        | Zilver   |
| Tennis      | Neil Broad Tim Henman                                                           | dubbelspel (m)         | Zilver   |
| Zeilen      | John Merricks Ian Walker                                                        | 470 (m)                | Zilver   |
| Zeilen      | Ben Ainslie                                                                     | laser klasse           | Zilver   |
| Zwemmen     | Paul Palmer                                                                     | 400m vrije slag (m)    | Zilver   |
| Atletiek    | Steve Smith                                                                     | hoogspringen (m)       | Brons    |
| Atletiek    | Denise Lewis                                                                    | zevenkamp (v)          | Brons    |
| Roeien      | Tim Foster Rupert Obholzer Greg Searle Jonny Searle                             | vier-zonder (m)        | Brons    |
| Wielersport | Chris Boardman                                                                  | tijdrit (m)            | Brons    |
| Wielersport | Max Sciandri                                                                    | wegwedstrijd (m)       | Brons    |
| Zwemmen     | Graeme Smith                                                                    | 1500m vrije slag (m)   | Brons    |

## Deelnemers en resultaten
(m) = mannen, (v) = vrouwen

### Atletiek
| Olympiër                                                                        | Discipline               | Resultaat | Prestatie                                                                                                |
| ------------------------------------------------------------------------------- | ------------------------ | --------- | --- |
| Darren Braithwaite                                                              | 100m (m)                 | 21e       | serie 8: 2de in 10,29 kwartfinale 2: 6de in 10,27                                                        |
| Linford Christie                                                                | 100m (m)                 | DSQ       | serie 9: 2de in 10,26 kwartfinale 2: 1ste in 10,03 halve finale 2: 3de in 10,4 finale: gediskwalificeerd |
| Ian Mackie                                                                      | 100m (m)                 | DNF       | serie 6: 2de in 10,27 kwartfinale 5: 3de in 10,25 halve finale 2: niet gestart                           |
| Linford Christie                                                                | 200m (m)                 | 17e       | serie 7: 1ste in 20,64 kwartfinale 5: 4de in 20,59                                                       |
| Owusu Dako                                                                      | 200m (m)                 | 41e       | serie 2: 4de in 20,83                                                                                    |
| John Regis                                                                      | 200m (m)                 | 13e       | serie 5: 3de in 20,78 kwartfinale 4: 3de in 20,56 halve finale 1: 6de in 20,58                           |
| Roger Black                                                                     | 400m (m)                 | Zilver    | serie 1: 1ste in 45,28 kwartfinale 2: 1ste in 44,72 halve finale 1: 1ste in 44,69 finale: 2de in 44,41   |
| Du'aine Ladejo                                                                  | 400m (m)                 | 22e       | serie 4: 3de in 46,27 kwartfinale 3: 6de in 45,62                                                        |
| Iwan Thomas                                                                     | 400m (m)                 | 5e        | serie 8: 2de in 45,22 kwartfinale 4: 2de in 45,04 halve finale 2: 4de in 45,01 finale: 5de in 44,70      |
| Curtis Robb                                                                     | 800m (m)                 | 17e       | serie 1: 2de in 1.45,85 halve finale 2: 6de in 1.47,48                                                   |
| David Strang                                                                    | 800m (m)                 | 42e       | serie 6: 4de in 1.46,97                                                                                  |
| Craig Winrow                                                                    | 800m (m)                 | 14e       | serie 3: 2de in 1.47,41 halve finale 1: 8ste in 1.48,57                                                  |
| John Mayock                                                                     | 1500m (m)                | 11e       | serie 2: 2de in 3.42,31 halve finale 1: 7de in 3.34,55 finale: 11de in 3.40,18                           |
| Kevin McKay                                                                     | 1500m (m)                | 24e       | serie 1: 4de in 3.38,02 halve finale 2: 12de in 3.43,61                                                  |
| Tony Whiteman                                                                   | 1500m (m)                | 19e       | serie 5: 4de in 3.40,74 halve finale 2: 7de in 3.36,11                                                   |
| John Nuttall                                                                    | 5000m (m)                | 23e       | serie 2: 7de in 13.52,16 halve finale 2: 9de in 14.08,39                                                 |
| Jon Brown                                                                       | 10000m (m)               | 11e       | serie 2: 4de in 28.19,85 finale: 10de in 27.59,72                                                        |
| Paul Evans                                                                      | 10000m (m)               | DNF       | serie 1: 11de in 28.24,39 finale: niet gefinisht                                                         |
| Colin Jackson                                                                   | 110m horden (m)          | 4e        | serie 4: 1ste in 13,36 kwartfinale 3: 1ste in 13,33 halve finale 1: 2de in 13,17 finale: 4de in 13,19    |
| Tony Jarrett                                                                    | 110m horden (m)          | DSQ       | serie 6: 1ste in 13,47 kwartfinale 1: gediskwalificeerd                                                  |
| Andy Tulloch                                                                    | 110m horden (m)          | 24e       | serie 2: 3de in 13,56 kwartfinale 4: 6de in 13,68                                                        |
| Peter Crampton                                                                  | 400m horden (m)          | 30e       | serie 1: 6de in 49,78                                                                                    |
| Gary Jennings                                                                   | 400m horden (m)          | 40e       | serie 7: 6de in 50,41                                                                                    |
| Jon Ridgeon                                                                     | 400m horden (m)          | 15e       | serie 5: 1ste in 49,31 halve finale 1: 7de in 49,43                                                      |
| Justin Chaston                                                                  | 3000m steeplechase (m)   | 14e       | serie 2: 5de in 8.28,32 halve finale 2: 9de in 8.28,50                                                   |
| Keith Cullen                                                                    | 3000m steeplechase (m)   | 22e       | serie 3: 6de in 8.31,26 halve finale 1: 11de in 8.46,74                                                  |
| Spencer Duval                                                                   | 3000m steeplechase (m)   | 29e       | serie 1: 10de in 8.46,76                                                                                 |
| Tony Jarrett Darren Braithwaite Darren Campbell Owusu Dako                      | 4x100m (m)               | 21e       | serie 3: niet gefinisht                                                                                  |
| Iwan Thomas Jamie Baulch Mark Richardson Roger Black Mark Hylton Du'aine Ladejo | 4x400m (m)               | Zilver    | serie 1: 1ste in 3.01,79 halve finale 1: 1ste in 1.01,36 finale: 2de in 2.56,60                          |
| Steve Brace                                                                     | marathon (m)             | 60e       | 2:23.28                                                                                                  |
| Richard Nerurkar                                                                | marathon (m)             | 5e        | 2:13.39                                                                                                  |
| Peter Whitehead                                                                 | marathon (m)             | 55e       | 2:22.37                                                                                                  |
| Chris Maddocks                                                                  | 50km snelwandelen (m)    | 34e       | 4:18.41                                                                                                  |
| Francis Agyepong                                                                | hink-stap-springen (m)   | 13e       | kwalificatie groep A: 8ste met 16,71m                                                                    |
| Jonathan Edwards                                                                | hink-stap-springen (m)   | Zilver    | kwalificatie groep B: 3de met 16,96m finale: 2de met 17,88m                                              |
| Dalton Grant                                                                    | hoogspringen (m)         | 19e       | kwalificatie groep B: 9de met 2,26m                                                                      |
| Steve Smith                                                                     | hoogspringen (m)         | Brons     | kwalificatie groep A: 7de met 2,28m finale: 3de met 2,35m                                                |
| Nick Buckfield                                                                  | polsstokhoogspringen (m) | 20e       | kwalificatie groep B: 10de met 5,40m                                                                     |
| Neil Winter                                                                     | polsstokhoogspringen (m) | 24e       | kwalificatie groep A: 13de met 5,40m                                                                     |
| Shaun Pickering                                                                 | kogelstoten (m)          | 27e       | kwalificatie groep B: 13de met 18,29m                                                                    |
| Glen Smith                                                                      | discuswerpen (m)         | 36e       | kwalificatie groep B: 18de met 54,88m                                                                    |
| Bob Weir                                                                        | discuswerpen (m)         | 15e       | kwalificatie groep A: 8ste met 61,64m                                                                    |
| Steve Backley                                                                   | speerwerpen (m)          | Zilver    | kwalificatie groep B: 3de met 84,14m finale: 2de met 87,44m                                              |
| Mick Hill                                                                       | speerwerpen (m)          | 12e       | kwalificatie groep A: 7de met 80,48m finale: 12de met 78,58m                                             |
| Nick Nieland                                                                    | speerwerpen (m)          | 25e       | kwalificatie groep B: 12de met 75,74m                                                                    |
| David W. Smith                                                                  | kogelslingeren (m)       | 32e       | kwalificatie groep B: 15de met 69,32m                                                                    |
| Alex Kruger                                                                     | tienkamp (m)             | DNF       | niet gefinisht                                                                                           |
|                                                                                 |                          |           | |
| Stephi Douglas                                                                  | 100m (v)                 | 30e       | serie 5: 4de in 11,61 kwartfinale 1: 8ste in 11,75                                                       |
| Simone Jacobs                                                                   | 100m (v)                 | 21e       | serie 7: 5de in 11,39 kwartfinale 3: 5de in 11,47                                                        |
| Marcia Richardson                                                               | 100m (v)                 | 26e       | serie 6: 6de in 11,42 kwartfinale 2: 7de in 11,55                                                        |
| Simone Jacobs                                                                   | 200m (v)                 | 18e       | serie 5: 5de in 23,36 kwartfinale 3: 6de in 22,96                                                        |
| Katharine Merry                                                                 | 200m (v)                 | 19e       | serie 4: 2de in 23,14 kwartfinale 1: 5de in 23,17                                                        |
| Donna Fraser                                                                    | 400m (v)                 | 19e       | serie 6: 3de in 52,78 kwartfinale 1: 7de in 51,58                                                        |
| Phylis Smith                                                                    | 400m (v)                 | 25e       | serie 1: 3de in 51,29 kwartfinale 4: 6de in 52,15                                                        |
| Diane Edwards-Modahl                                                            | 800m (v)                 | DNF       | serie 2: niet gefinisht                                                                                  |
| Kelly Holmes                                                                    | 800m (v)                 | 4e        | serie 5: 1ste in 1.58,80 halve finale 1: 3de in 1.58,49 finale: 4de in 1.58,81                           |
| Kelly Holmes                                                                    | 1500m (v)                | 11e       | serie 3: 2de in 4.07,36 halve finale 2: 1ste in 4.05,88 finale: 11de in 4.07,46                          |
| Sonia McGeorge                                                                  | 5000m (v)                | 38e       | serie 3: 3de in 16.01,92                                                                                 |
| Paula Radcliffe                                                                 | 5000m (v)                | 5e        | serie 2: 3de in 15.23,90 finale: 5de in 15.13,11                                                         |
| Alison Wyeth                                                                    | 5000m (v)                | 43e       | serie 1: 15de in 16.24,74                                                                                |
| Jackie Agyepong                                                                 | 100m horden (v)          | 32e       | serie 1: 6de in 13,24                                                                                    |
| Angie Thorp                                                                     | 100m horden (v)          | 10e       | serie 4: 2de in 12,93 kwartfinale 4: 3de in 12,99 halve finale 1: 4de in 12,80                           |
| Sally Gunnell                                                                   | 400m horden (v)          | DNF       | serie 2: 2de in 55,29 halve finale 2: niet gefinisht                                                     |
| Angie Thorp Marcia Richardson Simmone Jacobs Katharine Merry                    | 4x100m (v)               | 8e        | serie 2: 3de in 43,88 finale: 8ste in 43,93                                                              |
| Phylis Smith Allison Curbishley Donna Fraser Georgina Oladapo                   | 4x400m (v)               | 9e        | serie 1: 4de in 3.28,13                                                                                  |
| Karen Macleod                                                                   | marathon (v)             | 45e       | 2:42.08                                                                                                  |
| Liz McColgan                                                                    | marathon (v)             | 16e       | 2:34.30                                                                                                  |
| Suzanne Rigg                                                                    | marathon (v)             | 58e       | 2:52.9                                                                                                   |
| Vicky Lupton                                                                    | 10km snelwandelen (v)    | 33e       | 47.05 |
| Denise Lewis                                                                    | verspringen (v)          | 23e       | kwalificatie groep B: 8ste met 6,33m                                                                     |
| Michelle Griffith                                                               | hink-stap-springen (v)   | 17e       | kwalificatie groep A: 11de met 13,70m                                                                    |
| Ashia Hansen                                                                    | hink-stap-springen (v)   | 4e        | kwalificatie groep B: 3de met 14,55m finale: 4de met 14,49m                                              |
| Lea Haggett                                                                     | hoogspringen (v)         | 16e       | kwalificatie groep B: 9de met 1,90m                                                                      |
| Debbie Marti                                                                    | hoogspringen (v)         | 19e       | kwalificatie groep A: 10de met 1,85m                                                                     |
| Judy Oakes                                                                      | kogelstoten (v)          | 11e       | kwalificatie groep B: 7de met 18,56m finale: 11de met 18,34m                                             |
| Jackie McKernan                                                                 | discuswerpen (v)         | 20e       | kwalificatie groep B: 10de met 58,88m                                                                    |
| Shelley Holroyd                                                                 | speerwerpen (v)          | 27e       | kwalificatie groep B: 13de met 54,72m                                                                    |
| Tessa Sanderson                                                                 | speerwerpen (v)          | 14e       | kwalificatie groep A: 7de met 58,86m                                                                     |
| Denise Lewis                                                                    | zevenkamp (v)            | Brons     | 6489 punten                                                                                              |

### Badminton
| Olympiër                           | Discipline     | Resultaat | Prestatie |
| ---------------------------------- | -------------- | --------- | --- |
| Darren Hall                        | enkelspel (m)  | 17e       | 1ste ronde: W van NED Michels: 15-4, 15-4 2de ronde: V van KOR Lee: 7-15, 11-15                                                                   |
| Peter Knowles                      | enkelspel (m)  | 17e       | 1ste ronde: W van USA Han: 2-15,15-10, 15-7 2de ronde: V van SWE Olsson: 11-15, 9-15                                                              |
| Julian Robertson                   | enkelspel (m)  | 33e       | 1ste ronde: V van AUT Fuchs: 2-15, 6-15 |
| Simon Archer Chris Hunt            | dubbelspel (m) | 5e        | 1ste ronde: W van HKG Chan/He: 15-11, 15-12 2de ronde: W van THA Teerawiwatan/Thongsari: 18-14, 15-11 kwartfinale: V van MAS Soo/Tan: 5-15, 12-15 |
| Nick Ponting Julian Robertson      | dubbelspel (m) | 17e       | 1ste ronde: V van RUS Antropov/Zuyev: 10-15, 5-15                                                                                                 |
| Darren Hall Peter Knowles          | dubbelspel (m) | 17e       | 1ste ronde: V van CHN Ge/Tao: 2-15, 3-15 |
|                                    |                |           | |
| Anne Gibson                        | enkelspel (v)  | 33e       | 1ste ronde: V van IND Lakshmi: 6-11, 6-11 |
| Kelly Morgan                       | enkelspel (v)  | 9e        | 1ste ronde: W van AUS Song: 11-1, 11-5, 2de ronde: W van SIN Abdullah: 12-9, 0-11, 11-3 3de ronde: V van INA Audina: 2-11, 11-4, 9-11             |
| Joanne Muggeridge                  | enkelspel (v)  | 33e       | 1ste ronde: V van RUS Rybkhina: 6-11, 11-12 |
| Julie Bradbury Joanne Wright-Goode | dubbelspel (v) | 17e       | 1ste ronde: vrij 2de ronde: V van DEN Jørgensen/Olsen: 4-15, 5-15                                                                                 |
| Kelly Morgan Joanne Muggeridge     | dubbelspel (v) | 17e       | 1ste ronde: V van NED Coene/van den Heuvel: 10-15, 5-15                                                                                           |

### Boksen
| Olympiër     | Discipline | Resultaat | Prestatie                                                                   |
| ------------ | ---------- | --------- | --------------------------------------------------------------------------- |
| David Burke  | -57kg (m)  | 17e       | 1ste ronde: V van GER Huste: 9-13                                           |
| Fola Okesola | -91kg (m)  | 9e        | 1ste ronde: vrij 2de ronde: V van USA Jones: scheidsrechterlijke beslissing |

### Boogschieten
| Olympiër          | Discipline      | Resultaat | Prestatie |
| ----------------- | --------------- | --------- | --- |
| Steven Hallard    | individueel (m) | 55e       | plaatsingsronde: 17de met 664 punten 1ste ronde: V van FIN Tuovila: 150-151                                                                         |
| Gary Hardinges    | individueel (m) | 28e       | plaatsingsronde: 24ste met 658 punten 1ste ronde: W van TPE Cho: 158-158 (10-9) 2de ronde: V van USA Huish: 155-166                                 |
|                   |                 |           | |
| Alison Williamson | individueel (v) | 10e       | plaatsingsronde: 15de met 648 punten 1ste ronde: W van AUS Bridger: 156-141 2de ronde: W van BLR Zabugina: 152-147 3de ronde: V van CHN He: 159-165 |

### Gewichtheffen
| Olympiër       | Discipline | Resultaat | Prestatie                                                        |
| -------------- | ---------- | --------- | ---------------------------------------------------------------- |
| Anthony Arthur | -83kg (m)  | 17e       | trekken: 14de met 147,5kg stoten: 11de met 180kg totaal: 327,5kg |

### Gymnastiek
| Olympiër        | Discipline               | Resultaat | Prestatie                              |
| --------------- | ------------------------ | --------- | -------------------------------------- |
| Dominic Brindle | individuele meerkamp (m) | 59e       | kwalificatie: 59ste met 107,875 punten |
| Lee McDermott   | individuele meerkamp (m) | 55e       | kwalificatie: 55ste met 109,300 punten |
|                 |                          |           |                                        |
| Sonia Lawrence  | individuele meerkamp (v) | 71e       | kwalificatie: 71ste met 69,898 punten  |
| Annika Reeder   | individuele meerkamp (v) | 64e       | kwalificatie: 64ste met 72,779 punten  |

### Hockey

#### Mannen
| Olympiër | Discipline | Resultaat | Prestatie |
| --- | ---------- | --------- | --- |
| Simon Mason David Luckes Jon Wyatt Julian Halls Soma Singh Simon Hazlitt Jason Laslett Kalbir Takher Jason Lee Nicky Thompson Chris Mayer Philip McGuire Russell Garcia John Shaw Calum Giles Daniel Hall | mannen     | 7e        | groep B: 3de G van Zuid-Korea: 2-2 G van Nederland: 2-2 G van Maleisië: 2-2 W van Zuid-Afrika: 2-0 V van Australië: 0-2 5-8ste plek: V van Pakistan: 1-2 7-8ste plek: W van India: 4-3 |

| Groep B |                  |             |             |             |             |            |            |            |        |
| #       | Land             | Wedstrijden | Wedstrijden | Wedstrijden | Wedstrijden | Doelpunten | Doelpunten | Doelpunten | Punten |
| #       | Land             | G           | W           | G           | V           | V          | T          | Saldo      | Punten |
| 1       | Nederland        | 5           | 4           | 1           | 0           | 14         | 6          | +8         | 9      |
| 2       | Australië        | 5           | 3           | 1           | 1           | 13         | 7          | +6         | 7      |
| 3       | Groot-Brittannië | 5           | 1           | 3           | 1           | 8          | 8          | 0          | 5      |
| 4       | Zuid-Korea       | 5           | 1           | 2           | 2           | 12         | 13         | -1         | 4      |
| 5       | Zuid-Afrika      | 5           | 0           | 3           | 2           | 7          | 12         | -5         | 3      |
| 6       | Maleisië         | 5           | 0           | 2           | 3           | 7          | 15         | -8         | 2      |

| Ronde       | Datum   | Plaats           | Land | Score            | Land |
| ----------- | ------- | ---------------- | ---- | ---------------- | ---- |
| Groepsfase  |         |                  |      |                  |      |
| 21 juli     | Atlanta | Groot-Brittannië | 2-2  | Zuid-Korea       |      |
| 23 juli     | Atlanta | Nederland        | 2-2  | Groot-Brittannië |      |
| 25 juli     | Atlanta | Maleisië         | 2-2  | Groot-Brittannië |      |
| 27 juli     | Atlanta | Zuid-Afrika      | 0-2  | Groot-Brittannië |      |
| 29 juli     | Atlanta | Groot-Brittannië | 0-2  | Australië        |      |
| 5-8ste plek |         |                  |      |                  |      |
| 31 juli     | Atlanta | Groot-Brittannië | 1-2  | Pakistan         |      |
| 7-8ste plek |         |                  |      |                  |      |
| 2 augustus  | Atlanta | India            | 3-4  | Groot-Brittannië |      |

#### Vrouwen
| Olympiër | Discipline | Resultaat | Prestatie |
| --- | ---------- | --------- | --- |
| Joanne Thompson Hilary Rose Christine Cook Tina Cullen Karen Brown Jill Atkins Sue Fraser Rhona Simpson Mandy Nicholls Jane Sixsmith Pauline Robertson Jo Mould Tammy Miller Anna Bennett Mandy Davies Kathryn Johnson | vrouwen    | 4e        | groep A: 3de V van Zuid-Korea: 0-5 G van Nederland: 1-1 W van Verenigde Staten: 1-0 G van Spanje: 2-2 V van Australië: 0-1 W van Duitsland: 3-2 W van Argentinië: 5-0 bronzen finale: V van Nederland: 0-0 (3-4) |

| Groep A |                  |             |             |             |             |            |            |            |        |
| #       | Land             | Wedstrijden | Wedstrijden | Wedstrijden | Wedstrijden | Doelpunten | Doelpunten | Doelpunten | Punten |
| #       | Land             | G           | W           | G           | V           | V          | T          | Saldo      | Punten |
| 1       | Australië        | 7           | 6           | 1           | 0           | 24         | 4          | +20        | 13     |
| 2       | Zuid-Korea       | 7           | 4           | 1           | 2           | 18         | 9          | +9         | 10     |
| 3       | Groot-Brittannië | 7           | 3           | 2           | 2           | 12         | 11         | +1         | 8      |
| 4       | Nederland        | 7           | 3           | 2           | 2           | 15         | 15         | 0          | 8      |
| 5       | Verenigde Staten | 7           | 2           | 2           | 3           | 8          | 11         | -3         | 6      |
| 6       | Duitsland        | 7           | 2           | 1           | 4           | 10         | 11         | -1         | 5      |
| 7       | Argentinië       | 7           | 2           | 1           | 4           | 7          | 21         | -14        | 5      |
| 8       | Spanje           | 7           | 0           | 1           | 6           | 5          | 17         | -12        | 1      |

| Ronde          | Datum   | Plaats           | Land      | Score            | Land |
| -------------- | ------- | ---------------- | --------- | ---------------- | ---- |
| Groepsfase     |         |                  |           |                  |      |
| 20 juli        | Atlanta | Zuid-Korea       | 5-0       | Groot-Brittannië |      |
| 20 juli        | Atlanta | Nederland        | 1-1       | Groot-Brittannië |      |
| 20 juli        | Atlanta | Verenigde Staten | 0-1       | Groot-Brittannië |      |
| 20 juli        | Atlanta | Spanje           | 2-2       | Groot-Brittannië |      |
| 20 juli        | Atlanta | Australië        | 1-0       | Groot-Brittannië |      |
| 20 juli        | Atlanta | Duitsland        | 2-'3      | Groot-Brittannië |      |
| 20 juli        | Atlanta | Argentinië       | 0-5       | Groot-Brittannië |      |
| Bronzen finale |         |                  |           |                  |      |
| 1 augustus     | Atlanta | Groot-Brittannië | 0-0 (3-4) | Nederland        |      |

### Judo
| Olympiër           | Discipline | Resultaat | Prestatie |
| ------------------ | ---------- | --------- | --- |
| Nigel Donohue      | -60kg (m)  | 7e        | 1ste ronde: W van POR Caravana 2de ronde: V van MGL Narmandakh herkansingen: W van PUR Méndez herkansingen 2: W van UZB Mukhtarov herkansingen 3: V van RUS Ozhegin                                  |
| Julian Davies      | -65kg (m)  | 17e       | 1ste ronde: vrij 2de ronde: W van SEN Seck 3de ronde: V van POL Lewak |
| Danny Kingston     | -71kg (m)  | 21e       | 1ste ronde: W van RUS Kolesnikov 2de ronde: V van USA Pedro |
| Graeme Randall     | -78kg (m)  | 33e       | 1ste ronde: V van ISR Smadja |
| Ryan Birch         | -86kg (m)  | 21e       | 1ste ronde: vrij 2de ronde: V van FRA Yandzi |
| Raymond Stevens    | -95kg (m)  | 17e       | 1ste ronde: vrij 2de ronde: W van EGY El-Gharbawy 3de ronde: V van NED Sonnemans |
|                    |            |           | |
| Joyce Heron        | -48kg (v)  | 9e        | 1ste ronde: vrij 2de ronde: V van ESP Soler herkansingen: W van CAN Lepage herkansingen 2: V van POL Roszkowska                                                                                      |
| Sharon Rendle      | -52kg (v)  | 18e       | 1ste ronde: V van ALG Mekzine |
| Nicola Fairbrother | -56kg (v)  | 5e        | 1ste ronde: W van TUN Chaari 2de ronde: W van POL Kucharzewska kwartfinale: V van CUB Gonzalez herkansingen: W van FRA Barton herkansingen 2: W van RUS Garipova bronzen finale: V van ESP Fernandez |
| Diane Bell         | -61kg (v)  | 16e       | 1ste ronde: W van AUS Sullivan 2de ronde: V van ESP Alvarez |
| Rowena Sweatman    | -66kg (v)  | 7e        | 1ste ronde: vrij 2de ronde: W van GER Von Rekowski kwartfinale: V van POL Szczepańska herkansingen: W van GAB Engoang herkansingen 2: V van CUB Revé                                                 |
| Kate Howey         | -72kg (v)  | 9e        | 1ste ronde: vrij 2de ronde: W van NED Kienhuis kwartfinale: V van JPN Tanabe herkansingen: V van GER Ertel                                                                                           |
| Michelle Rogers    | +72kg (v)  | 9e        | 1ste ronde: vrij 2de ronde: V van CHN Sun herkansingen: V van GER Hagn |

### Kanovaren
| Olympiër                         | Discipline    | Resultaat | Prestatie                                                                              |
| Slalom                           | Slalom        | Slalom    | Slalom                                                                                 |
| -------------------------------- | ------------- | --------- | -------------------------------------------------------------------------------------- |
| Mark Delaney                     | C-1 (m)       | 14e       | 165,67                                                                                 |
| Gareth Marriott                  | C-1 (m)       | 4e        | 155,83                                                                                 |
| Craig Brown Stewart Pitt         | C-2 (m)       | 12e       | 180,96                                                                                 |
| Shaun Pearce                     | K-1 (m)       | 25e       | 154,76                                                                                 |
| Ian Raspin                       | K-1 (m)       | 9e        | 146,15                                                                                 |
| Paul Ratcliffe                   | K-1 (m)       | 14e       | 148,37                                                                                 |
|                                  |               |           |                                                                                        |
| Rachel Fox-Crosbee               | K-1 (v)       | 18e       | 190,24                                                                                 |
| Lynn Simpson                     | K-1 (v)       | 23e       | 211,71                                                                                 |
| Sprint                           |               |           |                                                                                        |
| Andrew Train Steve Train         | C-2 500m (m)  | 15e       | serie 3: 4de in 1.47,892 herkansingen: 2de in 1.50,476 halve finale 2: 7de in 1.45,638 |
| Andrew Train Steve Train         | C-2 1000m (m) | 6e        | serie 2: 2de in 4.01,263 finale: 6de in 3.36,694                                       |
| Ivan Lawler                      | K-1 500m (m)  | 20e       | serie 1: 7de in 1.48,991 herkansingen: 6de in 1.45,220                                 |
| Ivan Lawler                      | K-1 1000m (m) | 17e       | serie 3: 4de in 3.51,580 herkansingen: 4de in 4.06,555 halve finale 1: 9de in 3.55,583 |
| Grayson Bourne Paul Darby-Dowman | K-2 1000m (m) | 17e       | serie 2: 3de in 3.43,384 halve finale 2: 9de in 3.25,346                               |
|                                  |               |           |                                                                                        |
| Andrea Dallaway                  | K-1 500m (v)  | 16e       | serie 3: 5de in 3.58,531 herkansingen: 2de in 2.04,885 halve finale 1: 7de in 1.55,842 |
| Helen Gilby Alison Thorogood     | K-2 500m (v)  | 17e       | serie 2: 7de in 1.51,83 herkansingen: 4de in 1.55,088 halve finale 1: 9de in 1.49,849  |

### Moderne vijfkamp
| Olympiër       | Discipline  | Resultaat | Prestatie   |
| -------------- | ----------- | --------- | ----------- |
| Richard Phelps | individueel | 18e       | 5254 punten |

### Paardensport
| Olympiër                                                          | Discipline  | Resultaat | Prestatie                                                                     |
| Dressuur                                                          | Dressuur    | Dressuur  | Dressuur                                                                      |
| ----------------------------------------------------------------- | ----------- | --------- | ----------------------------------------------------------------------------- |
| Jane Bredin-Gregory                                               | individueel | 44e       | 1ste ronde: 44ste met 58,72%                                                  |
| Richard Davison                                                   | individueel | 21e       | 1ste ronde: 17de met 66,72%                                                   |
| Joanna Jackson                                                    | individueel | 36e       | 1ste ronde: 36ste met 63,08%                                                  |
| Vicky Thompson                                                    | individueel | 40e       | 1ste ronde: 40ste met 60,64%                                                  |
| Jane Bredin-Gregory Richard Davison Joanna Jackson Vicky Thompson | team        | 8e        | 4761 punten                                                                   |
| Dressuur                                                          |             |           |                                                                               |
| Charlotte Bathe                                                   | eventing    | DNF       | niet gefinisht                                                                |
| Chris Hunnable                                                    | eventing    | 10e       | 111,40 strafpunten                                                            |
| Mary Thomson-King                                                 | eventing    | 12e       | 118,00 strafpunten                                                            |
| William Fox-Pitt Gary Parsonage Ian Stark Karen Straker-Dixon     | team        | 5e        | 312,90 strafpunten                                                            |
| Springconcours                                                    |             |           |                                                                               |
| Geoff Billington                                                  | individueel | 6e        | kwalificatie: 12de met 12,25 strafpunten finale: 6de met 4 strafpunten        |
| Nick Skelton                                                      | individueel | 23e       | kwalificatie: 40ste met 24,00 strafpunten finale: 23ste met 16,25 strafpunten |
| John Whitaker                                                     | individueel | 9e        | kwalificatie: 38ste met 22,50 strafpunten finale: 9de met 4,25 strafpunten    |
| Michael Whitaker                                                  | individueel | 63e       | kwalificatie: 63ste met 50,25 strafpunten                                     |
| Geoff Billington Nick Skelton John Whitaker Michael Whitaker      | team        | 11e       | 40,00 strafpunten                                                             |

### Roeien
| Olympiër | Discipline             | Resultaat | Prestatie |
| --- | ---------------------- | --------- | --- |
| Peter Haining | skiff (m)              | 11e       | serie 3: 4de in 7.42,65 herkansingen: 2de in 7.45,95 halve finale 1: 6de in 7.30,47 finale B: 5de in 6.55,06 |
| Nicholas Strange Andrew Sinton                                                                                             | lichte dubbel-twee (m) | 12e       | serie 2: 5de in 6.56,86 herkansingen: 2de in 6.22,27 halve finale 2: 5de in 6.39,20 finale B: 6de in 6.31,15 |
| James Cracknell Guy Pooley Bobby Thatcher                                                                                  | dubbel-twee (m)        | 17e       | serie 3: 5de in 7.00,74 herkansingen: 3de in 7.00,81 finale C: 5de in 6.51,41                                |
| Matthew Pinsent Steven Redgrave                                                                                            | twee-zonder (m)        | Goud      | serie 2: 1ste in 6.50,04 halve finale 2: 1ste in 6.50,30 finale: 1ste in 6.20,09                             |
| Ben Helm Tom Kay David Lemon James McNiven                                                                                 | lichte vier-zonder (m) | 10e       | serie 1: 5de in 6.35,95 herkansingen: 2de in 6.02,65 halve finale 2: 5de in 6.19,07 finale B: 4de in 6.05,13 |
| Tim Foster Rupert Obholzer Greg Searle Jonny Searle                                                                        | vier-zonder (m)        | Brons     | serie 2: 1ste in 6.14,47 halve finale 2: 1ste in 6.10,78 finale: 3de in 6.07,28                              |
| Peter Bridge Roger Brown Richard Hamilton Ben Hunt-Davis Matthew Parish Graham Smith Alex Story James Walker Garry Herbert | acht (m)               | 8e        | serie 1: 4de in 5.49,37 herkansingen: 3de in 5.33,22 finale B: 2de in 5.40,23                                |
| |                        |           | |
| Guin Batten | skiff (v)              | 5e        | serie 3: 4de in 8.54,05 herkansingen: 3de in 8.44,73 halve finale 2: 3de in 7.56,61 finale: 5de in 7.45,08   |
| Philippa Cross Kate MacKenzie                                                                                              | twee-zonder (v)        | 12e       | serie 2: 4de in 8.03,53 herkansingen: 3de in 8.15,26 halve finale 2: 6de in 7.59,57 finale B: 6de in 7.34,68 |
| Miriam Batten Cath Bishop Dot Blackie Lisa Eyre Alison Gill Kate Pollitt Annamarie Stapleton Joanne Turvey Suzie Ellis     | acht (v)               | 7e        | serie 2: 4de in 6.39,34 herkansingen: 6de in 6.12,28 finale B: 1ste in 6.15,21                               |

### Schermen
| Olympiër       | Discipline | Resultaat | Prestatie                                                                   |
| -------------- | ---------- | --------- | --------------------------------------------------------------------------- |
| James Williams | sabel (m)  | 27e       | 1ste ronde: W van USA Westbrook: 15-8 2de ronde: V van RUS Tsjarikov: 11-15 |
|                |            |           |                                                                             |
| Fiona McIntosh | floret (v) | 34e       | 1ste ronde: V van BUL Georgieva: 4-15                                       |

### Schietsport
| Olympiër            | Discipline                    | Resultaat | Prestatie                                                              |
| ------------------- | ----------------------------- | --------- | ---------------------------------------------------------------------- |
| Jonathan Stern      | 50m geweer liggend mannen (m) | 24e       | kwalificatie: 48ste met 587 punten (97-98-99-97-99-97)                 |
| Peter Boden         | trap (m)                      | 9e        | kwalificatie: 9de met 121 punten (74-47)                               |
| Kevin Gill          | trap (m)                      | 37e       | kwalificatie: 37ste met 117 punten (71-46)                             |
| Richard Faulds      | dubbeltrap (m)                | 5e        | kwalificatie: 4de met 139 punten (47-46-46) finale: 5de met 180 punten |
| Kevin Gill          | dubbeltrap (m)                | 27e       | kwalificatie: 27ste met 125 punten (43-45-37)                          |
|                     |                               |           |                                                                        |
| Carol Bartlett-Page | 25m pistool (v)               | 30e       | kwalificatie: 30ste met 567 punten (285-282)                           |
| Carol Bartlett-Page | 10m luchtpistool (v)          | 23e       | kwalificatie: 23ste met 376 punten (97-92-90-97)                       |

### Schoonspringen
| Olympiër     | Discipline    | Resultaat | Prestatie                                                                                            |
| ------------ | ------------- | --------- | --- |
| Antonio Ali  | 3m plank (m)  | 18e       | voorronde: 18de met 345,33 punten halve finale: 18de met 548,79 punten                               |
| Bob Morgan   | 3m plank (m)  | 24e       | voorronde: 24ste met 318,69 punten                                                                   |
| Bob Morgan   | 10m toren (m) | 13e       | voorronde: 17de met 343,20 punten halve finale: 13de met 519,84 punten                               |
| Leon Taylor  | 10m toren (m) | 18e       | voorronde: 18de met 341,70 punten halve finale: 18de met 483,57 punten                               |
|              |               |           | |
| Hayley Allen | 10m toren (v) | 13e       | voorronde: 14de met 251,73 punten halve finale: 12de met 410,16 punten finale: 9de met 418,11 punten |
| Lesley Ward  | 10m toren (v) | 18e       | voorronde: 17de met 244,96 punten halve finale: 18de met 395,97 punten                               |

### Tafeltennis
| Olympiër               | Discipline     | Resultaat | Prestatie                                                                                           |
| ---------------------- | -------------- | --------- | --------------------------------------------------------------------------------------------------- |
| Xinhua Chen            | enkelspel (m)  | 17e       | groep M: 1ste V van CAN Huang: 0-2 W van USA Zhuang: 2-1 W van NGR Olaleye: 2-1                     |
| Carl Prean             | enkelspel (m)  | 33e       | groep H: 3de V van BLR Samsonov: 0-2 V van RUS Mazunov: 1-2 W van JAM Hylton: 2-0                   |
|                        |                |           | |
| Lisa Lomas             | enkelspel (v)  | 33e       | groep A: 3de W van UGA Kyakobye: 2-0 V van CHN Deng: 0-2 V van SWE Svensson: 0-2                    |
| Andrea Holt Lisa Lomas | dubbelspel (v) | 17e       | groep B: 3de W van CHI Olata / Cancino: 2-0 V van CHN Liu / Qiao: 0-2 V van GER Nemes / Schöpp: 0-2 |

### Tennis
| Olympiër              | Discipline     | Resultaat | Prestatie |
| --------------------- | -------------- | --------- | --- |
| Tim Henman            | enkelspel (m)  | 17e       | 1ste ronde: W van JPN Matsuoka: 7-6(4), 6-3 2de ronde: V van AUS Woodbridge: 6-7(6), 6-7(5) |
| Greg Rusedski         | enkelspel (m)  | 17e       | 1ste ronde: W van ARG Frana: 4-6, 7-5, 6-3 2de ronde: W van SWE Gustafsson: 6-7(4), 7-6(3), 6-3 3de ronde: V van ESP Bruguera: 6-7(7), 3-6 |
| Neil Broad Tim Henman | dubbelspel (m) | Zilver    | 1ste ronde: W van SVK Krošlák/Kučera: 6-3, 6-3 2de ronde: W van CAN Connell/Nestor: 7-6(5), 4-6, 6-4 kwartfinale: W van CZE Novák/Vacek: 7-6(4), 6-4 halve finale: W van GER Goellner/Prinosil: 4-6, 6-3, 10-8 finale: V van AUS Woodbridge/Woodforde: 4-6, 4-6, 2-6 |
|                       |                |           | |
| Clare Wood            | enkelspel (v)  | 17e       | 1ste ronde: V van ITA Elia: 2-6, 2-6 |
| Valda Lake Clare Wood | dubbelspel (v) | 5e        | 1ste ronde: W van BUL K Maleeva/M Maleeva: 3-6, 7-6(8), 6-3 2de ronde: W van RSA Coetzer/de Swardt: 7-5, 7-5 kwartfinale: V van USA G Fernandez/MJ Fernandez: 2-6, 1-6                                                                                               |

### Volleybal
| Olympiër                    | Discipline | Resultaat | Prestatie |
| Beach                       | Beach      | Beach     | Beach |
| --------------------------- | ---------- | --------- | --- |
| Audrey Cooper Amanda Glover | vrouwen    | 9e        | 1ste ronde: vrij 2de ronde: V van AUS Fenwick/Spring: 4-15 herkansingen: W van NED Schoon-Kadijk/van de Ven: 15-12 herkansingen 2: V van AUS Fenwick/Spring: 12-15 |

### Wielersport
| Olympiër                                               | Discipline                    | Resultaat | Prestatie |
| Baan                                                   | Baan                          | Baan      | Baan |
| ------------------------------------------------------ | ----------------------------- | --------- | --- |
| Shaun Wallace                                          | tijdrit (m)                   | 16e       | 1.06,456 |
| Graeme Obree                                           | individuele achtervolging (m) | 11e       | kwalificatie: 11de in 4.34,297                                                                                 |
| Robert Hayes Matt Illingworth Bryan Steel Chris Newton | ploegenachtervolging (m)      | 10e       | kwalificatie: 10de in 4.16,510                                                                                 |
| Baan                                                   |                               |           | |
| Maria Lawrence                                         | puntenkoers (v)               | 14e       | 1 punt |
| Yvonne McGregor                                        | individuele achtervolging (v) | 4e        | kwalificatie: 3de in 3.39,545 kwartfinale: W van NZL Ulmer: 3.41,287 halve finale: V van ITA Belluti: 3.40,885 |
| Mountainbike                                           |                               |           | |
| David Baker                                            | mannen                        | 15e       | 2:32.20 |
| Gary Foordr                                            | mannen                        | 12e       | 2:29.10 |
| Weg                                                    |                               |           | |
| Chris Boardman                                         | tijdrit (m)                   | Brons     | 1:04.36 |
| Malcolm Elliott                                        | wegwedstrijd (m)              | 79e       | 4:56.49 |
| Maximilian Sciandri                                    | wegwedstrijd (m)              | Brons     | 4:53.58 |
| Brian Smith                                            | wegwedstrijd (m)              | DNF       | niet gefinisht                                                                                                 |
| John Tanner                                            | wegwedstrijd (m)              | 99e       | 4:56.53 |
|                                                        |                               |           | |
| Yvonne McGregor                                        | tijdrit (v)                   | 14e       | 39.09 |
| Sarah Phillips                                         | tijdrit (v)                   | 21e       | 41.16 |
| Caroline Alexander                                     | wegwedstrijd (v)              | 53e       | 2:53.47 |
| Sarah Phillips                                         | wegwedstrijd (v)              | 19e       | 2:37.06 |
| Marie Purvis                                           | wegwedstrijd (v)              | 11e       | 2:37.06 |

### Worstelen
| Olympiër      | Discipline  | Resultaat   | Prestatie                                                                                             |
| Vrije stijl   | Vrije stijl | Vrije stijl | Vrije stijl                                                                                           |
| ------------- | ----------- | ----------- | --- |
| Amarjit Singh | -130kg (m)  | 13e         | 1ste ronde: V van IRI Mehraban: 2-6 2de ronde: W van GUM Kranz: 3-0 3de ronde: V van UKR Valiyev: 0-4 |

### Zeilen
| Olympiër                                  | Discipline        | Resultaat | Prestatie                                    |
| ----------------------------------------- | ----------------- | --------- | -------------------------------------------- |
| Howard Plumb                              | mistral (m)       | 24e       | 147,0 punten: (35-PMS-24-12-25-11-22-21-32)  |
| Richard Stenhouse                         | finn klasse (m)   | 12e       | 83,0 punten: (18-14-8-21-8-12-20-4-8-11)     |
| John Merricks Ian Walker                  | 470 klasse (m)    | Zilver    | 60,0 punten: (15-1-4-27-DSQ-4-2-6-15-2-11)   |
|                                           |                   |           |                                              |
| Penny Way-Wilson                          | mistral (v)       | 7e        | 44,0 punten: (5-YMP-14-5-5-6-4-20-PMS)       |
| Shirley Robertson                         | europe klasse (v) | 4e        | 41,0 punten: (3-7-18-1-6-3-22-2-4-12-3)      |
| Sue Hay-Carr Bethan Raggatt               | 470 klasse (v)    | 11e       | 89,0 punten: (5-12-10-3-9-15-11-18-12-12-15) |
|                                           |                   |           |                                              |
| Ben Ainslie                               | laser klasse      | Zilver    | 37,0 punten: (28-4-7-2-2-1-2-1-16-2-DSQ)     |
| Ian Rhodes David Williams                 | tornado klasse    | 13e       | 87,0 punten: (5-7-12-10-13-DSQ-8-14-6-12-14) |
| Glyn Charles George Skuodas               | star klasse       | 11e       | 68,0 punten: (14-14-10-17-4-7-7-3-16-9)      |
| Andy Beadsworth Barry Parkin Adrian Stead | soling klasse     | 4e        |                                              |

### Zwemmen
| Olympiër                                                  | Discipline            | Resultaat | Prestatie                                             |
| --------------------------------------------------------- | --------------------- | --------- | ----------------------------------------------------- |
| Mark Foster                                               | 50m vrije slag (m)    | 16e       | serie 8: 4de in 22,73 finale B: 8ste in 23,01         |
| Nick Shackell                                             | 100m vrije slag (m)   | 28e       | serie 8: 8ste in 51,03                                |
| Andrew Clayton                                            | 200m vrije slag (m)   | 15e       | serie 6: 6de in 1.51,06 finale B: 7de in 1.50,59      |
| Paul Palmer                                               | 200m vrije slag (m)   | 8e        | serie 4: 3de in 1.49,05 finale: 8ste in 1.49,39       |
| Paul Palmer                                               | 400m vrije slag (m)   | Zilver    | serie 5: 3de in 3.51,98 finale: 2de in 3.49,00        |
| Paul Palmer                                               | 1500m vrije slag (m)  | 10e       | serie 3: 3de in 15.22,65                              |
| Graeme Smith                                              | 1500m vrije slag (m)  | Brons     | serie 3: 2de in 15.14,81 finale: 3de in 15.02,48 (NR) |
| Martin Harris                                             | 100m rugslag (m)      | 26e       | serie 7: 6de in 57,17                                 |
| Neil Willey                                               | 100m rugslag (m)      | 10e       | serie 5: 5de in 56,27 finale B: 2de in 56,07          |
| Martin Harris                                             | 200m rugslag (m)      | 32e       | serie 6: 6de in 2.07,75                               |
| Adam Ruckwood                                             | 200m rugslag (m)      | 13e       | serie 4: 4de in 2.01,35 finale B: 5de in 2.02,40      |
| Richard Maden                                             | 100m schoolslag (m)   | 11e       | serie 4: 5de in 1.02,78 finale B: 3de in 1.02,51      |
| Nick Gillingham                                           | 200m schoolslag (m)   | 4e        | serie 3: 2de in 2.14,96 finale: 4de in 2.14,37        |
| James Hickman                                             | 100m vlinderslag (m)  | 9e        | serie 7: 5de in 53,73 finale B: 1ste in 53,23         |
| James Hickman                                             | 200m vlinderslag (m)  | 7e        | serie 6: 1ste in 1.58,16 (NR) finale: 7de in 1.58,47  |
| Nicholas Shackell Alan Rapley Mark Stevens Mike Fibbens   | 4x100m vrije slag (m) | 8e        | serie 1: 3de in 3.21,34 finale: 8ste in 3.21,52       |
| James Salter Andrew Clayton Mark Stevens Paul Palmer      | 4x200m vrije slag (m) | 8e        | serie 1: 1ste in 7.21,92 finale: 8ste in 3.21,52      |
| Neil Willey Richard Maden James Hickman Nicholas Shackell | 4x100m wisselslag (m) | DSQ       | serie 4: gediskwalificeerd                            |
|                                                           |                       |           |                                                       |
| Sue Rolph                                                 | 50m vrije slag (v)    | 22e       | serie 6: 6de in 26,39                                 |
| Karen Pickering                                           | 100m vrije slag (v)   | 14e       | serie 5: 5de in 56,40 finale B: 6de in 56,32          |
| Sue Rolph                                                 | 100m vrije slag (v)   | 16e       | serie 4: 4de in 56,62 finale B: 8ste in 56,58         |
| Karen Pickering                                           | 200m vrije slag (v)   | 13e       | serie 6: 4de in 2.01,46 finale B: 5de in 2.02,58      |
| Sarah Hardcastle                                          | 400m vrije slag (v)   | 9e        | serie 4: 6de in 4.14,50 finale: 1ste in 4.14,13       |
| Sarah Hardcastle                                          | 800m vrije slag (v)   | 9e        | serie 2: 1ste in 8.37,54 finale: 8ste in 8.41,75      |
| Helen Slatter                                             | 100m rugslag (v)      | 13e       | serie 5: 7de in 1.03,89 finale B: 5de in 1.03,61      |
| Joanne Deakins                                            | 200m rugslag (v)      | 12e       | serie 5: 6de in 2.15,12 finale B: 4de in 2.14,50      |
| Jaime King                                                | 100m schoolslag (v)   | 17e       | serie 5: 6de in 1.10,83                               |
| Marie Hardiman                                            | 100m schoolslag (v)   | 14e       | serie 6: 6de in 2.31,12 finale B: 6de in 2.31,39      |
| Caroline Foot                                             | 100m vlinderslag (v)  | 27e       | serie 5: 8ste in 1.03,04                              |
| Sue Rolph                                                 | 200m wisselslag (v)   | 21e       | serie 5: 6de in 2.18,81                               |
| Sarah Hardcastle                                          | 400m wisselslag (v)   | 27e       | serie 4: 7de in 4.54,64                               |
| Sue Rolph Alison Sheppard Carrie Willmott Karen Pickering | 4x100m vrije slag (v) | 9e        | serie 1: 3de in 3.48,26                               |
| Claire Huddart Vicky Horner Janine Belton Karen Pickering | 4x200m vrije slag (v) | 10e       | serie 2: 4de in 8.14,92 (NR)                          |
| Helen Slatter Jaime King Caroline Foot Karen Pickering    | 4x100m wisselslag (v) | 13e       | serie 2: 4de in 4.13,75                               |

Afghanistan · Albanië · Algerije · Amerikaanse Maagdeneilanden · Amerikaans-Samoa · Andorra · Angola · Antigua‑Barbuda · Argentinië · Armenië · Aruba · Australië · Azerbeidzjan · Bahama's · Bahrein · Bangladesh · Barbados · België · Belize · Benin · Bermuda · Bhutan · Bolivia · Bosnië en Herzegovina · Botswana · Brazilië · Britse Maagdeneilanden · Brunei · Bulgarije · Burkina Faso · Burundi · Cambodja · Canada · Centraal-Afrikaanse Republiek · Chili · China · Chinees Taipei · Colombia · Comoren · Congo-Brazzaville · Cookeilanden · Costa Rica · Cuba · Cyprus · Denemarken · Djibouti · Dominica · Dominicaanse Republiek · Duitsland · Ecuador · Egypte · El Salvador · Equatoriaal-Guinea · Estland · Ethiopië · Fiji · Filipijnen · Finland · Frankrijk · Gabon · Gambia · Georgië · Ghana · Grenada · Griekenland · Groot-Brittannië · Guam · Guatemala · Guinee · Guinee-Bissau · Guyana · Haïti · Honduras · Hongarije · Hongkong · Ierland · IJsland · India · Indonesië · Irak · Iran · Israël · Italië · Ivoorkust · Jamaica · Japan · Jemen · Joegoslavië · Jordanië · Kaaimaneilanden · Kaapverdië · Kameroen · Kazachstan · Kenia · Kirgizië · Koeweit · Kroatië · Laos · Lesotho · Letland · Libanon · Liberia · Libië · Liechtenstein · Litouwen · Luxemburg ·  Macedonië · Madagaskar · Malawi · Malediven · Maleisië · Mali · Malta · Marokko · Mauritanië · Mauritius · Mexico · Moldavië · Monaco · Mongolië · Mozambique · Myanmar · Namibië · Nauru · Nederland · Nederlandse Antillen · Nepal · Nicaragua · Nieuw-Zeeland · Niger · Nigeria · Noord-Korea · Noorwegen · Oeganda · Oekraïne · Oezbekistan · Oman · Oostenrijk · Pakistan · Palestina · Panama · Papoea-Nieuw-Guinea · Paraguay · Peru · Polen · Portugal · Puerto Rico · Qatar · Roemenië · Rusland · Rwanda · Saint Kitts en Nevis · Saint Lucia · Saint Vincent en Grenadines · Salomonseilanden · Samoa · San Marino · Sao Tomé en Principe · Saoedi-Arabië · Senegal · Seychellen · Sierra Leone · Singapore · Slovenië · Slowakije · Soedan · Somalië · Spanje · Sri Lanka · Suriname · Swaziland · Syrië · Tadzjikistan · Tanzania · Thailand · Togo · Tonga · Trinidad en Tobago · Tsjaad · Tsjechië · Tunesië · Turkije · Turkmenistan · Uruguay · Vanuatu · Venezuela · Verenigde Arabische Emiraten · Verenigde Staten · Vietnam · Wit-Rusland · Zaïre · Zambia · Zimbabwe · Zuid-Afrika · Zuid-Korea · Zweden · Zwitserland